# Marie Anne Lenormand
Marie Anne Lenormand (Alençon, 1772. május 27. – Párizs, 1843. június 23.) híres francia kártyavető és jósnő volt.

## Élete
Nyelveket, zenét, festészetet meg költészetet tanult és már korán foglalkozott a jóslással. 1790-ben Párizsban telepedett meg, ahol akkor lett ismeret, amikor a jóléti bizottság elfogatta; azután jövendőmondással foglalkozott és gyakran keresték fel híres személyek és koronás fők is, köztük Jozefina francia császárné, Napóleon első felesége, I. Sándor orosz cár és Eötvös József báró is. 
Sokszor börtönözték be jóslatai és más kihágásai miatt, s 1809-ben kiutasították Párizsból, amire azzal állt bosszút, hogy kiadta Souvenirs prophétoques d'une Sybille című könyvét, amelyben Napóleon bukását jósolta meg. A korban nagy feltűnést keltett Mémories historiques et secrets de l'impératrice Joséphine (Jozefina császárné titkos emlékiratai) című könyve is.

## Magyarul megjelent művei
- A kártyavetés művészete; ford. Frigyes László; Magyar Könyvkiadó, Bp., 1928
- A kártyajóslás tudománya. A kártyavetés művészete. A hires párisi Lenormand jósnő eredeti módszere; ford. Frigyes László; Pytheas, Bp., 2008
- A kártyajóslás tudománya. A Lenormand kártya titka; ford. Frigyes László; Hermit, Miskolc, 2017